# Carlos Benevenuto Casimiro

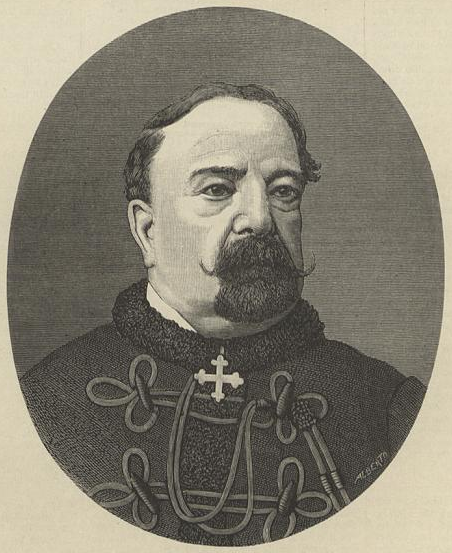
O Visconde de Sagres

Carlos Benevenuto Casimiro, primeiro Visconde de Sagres, (4 de abril de 1804 — 10 de julho de 1885) foi um militar e nobre português.
Fez parte dos oficiais do corpo do Estado Maior, Engenharia e Artilharia (1854), com o posto de general.
Recebeu o título de visconde do Rei Dom Luís I de Portugal em 28 de agosto de 1870. Nos anos 70 era comandante da 1.ª divisão militar do Exército Português.